# Сохачев (гмина)
Сохачев (пол. Sochaczew) — сельская гмина (волость) в Польше, входит как административная единица в Сохачевский повет, Мазовецкое воеводство. Население — 8579 человек (на 2004 год).

## Демография
| Перепись                       | Всего   | Всего | Женщины | Женщины | Мужчины | Мужчины |
| ------------------------------ | ------- | ----- | ------- | ------- | ------- | ------- |
| Единицы                        | человек | %     | человек | %       | человек | %       |
| Население                      | 8579    | 100   | 4266    | 49,7    | 4313    | 50,3    |
| Плотность населения (чел./км²) | 93,9    | 93,9  | 46,7    | 46,7    | 47,2    | 47,2    |

## Соседние гмины
1. Гмина Брохув
2. Гмина Кампинос
3. Гмина Млодзешин
4. Гмина Нова-Суха
5. Гмина Рыбно
6. Сохачев
7. Гмина Тересин